# Волковское (Свердловская область)
Во́лковское — село в городском округе Богданович Свердловской области России.

## Географическое положение
Село Волковское расположено в 19 километрах на восток-юго-восток от города Богдановича (автомобильной дорогой — 20 километров), на сухих возвышенных берегах реки Большая Калиновка (правого притока реки Пышмы). В настоящее время Большая Калиновка несудоходная. В 2 километрах к северу от села проходит Сибирский тракт.
Ближайшие населённые пункты: деревня Алёшина, деревня Щипачи, деревня Черданцы, посёлок Дубровный (Чернокоровский сельсовет), село Ильинское, деревня Раскатиха, село Чернокоровское, село Гарашкинское, деревня Верхняя Полдневая, посёлок Дубровный (Гарашкинский сельсовет), село Суворы, село Байны.
Село окружено берёзовым лесом.

## История
Деревня Волкова
В 1640-х годах, с основанием Пышминско-Ощепковой слободы, начинается заселение бассейна Пышмы. Деревня Волкова возникла приблизительно в 1674—1676 году. Вероятно, упоминается в переписи Л. Поскочина 1681—1683 года. Первое время существования деревни крестьяне распахивали целинные земли, сооружали избы, обустраивали быт. Питьевую воду брали из ключей у реки, затем стали сооружать колодцы. Для переправы через реку делали мостки.
В ходе областной реформы 1708—1710 года Калиновская слобода вместе с деревнями вошла в Каменский дистрикт Тобольской провинции Сибирской губернии. В документе 1709 года говорится о разорении деревни башкирами.
В Петровской переписи населения 1719 года в деревне значится 15 дворов и семья одного бобыля.
В 1723 году Калиновскую слободу отстранили от Тобольска и передали в ведомство Екатеринбургских казённых заводов, на которых местные крестьяне стали вынужденными работать.
В 1762 году волковцы приняли активное участие в пугачёвском восстании.
В начале 1780-х годов велось строительство Сибирского тракта, проходящего примерно в двух верстах от Волковой.
В 1787 году в Калиновской слободе был построен каменный храм с тремя престолами: в честь Рождества Христова (Христорождественская церковь), Апостола Иоанна Богослова и Воздвижения Креста Господня.
В 1800 году в 6 верстах от Волкова, в деревне Чернокоровской, поставили храм во имя апостолов Петра и Павла.
С 1837 года, с исчезновением слобод, деревня Волкова стала относиться к Калиновской волости Камышловского уезда Пермской губернии.
В 1838—1843 годах заложена новая каменная Петропавловская церковь.
В 1842 году жители Волкова первыми в округе Каменского завода поднялись на «картофельный бунт».
Село Волковское
С открытием церкви в 1862 году деревню Волкову стали именовать селом Волковское, которое относилось к Калиновской волости Камышловского уезда Пермской губернии. Позже — к Камышловскому уезду Екатеринбургской губернии.
В мае 1886 года главный храм Тихвинской церкви посетил Нафанаил, епископ Екатеринбургский и Ирбитский. Вокруг церкви была сооружена каменная ограда с кованой решёткой наверху. В 1895 году при церкви была открыта церковно-приходская одноклассная школа, которая находилась в каменном прицерковном флигеле, сохранившемся по нынешнее время (2012 год).
В 1923 году село Волковское вошло в состав Грязновского района, с центром в селе Грязновском, Шадринского округа Уральской области.

## Население
| 2002 | 2010 |
| ---- | ---- |
| 749  | ↘675 |

Статистика официально зарегистрированного населения за некоторые годы
| 1719 год  | 1734 год  | 1789 год  | 1791 год  | 1792 год  | 1809 год                           |
| --------- | --------- | --------- | --------- | --------- | ---------------------------------- |
| 15 дворов | 28 дворов | 75 дворов | 73 дворов | 71 дворов | 77 дворов                          |
|           |           |           |           |           | 746 человек (373 м. п., 373 ж. п.) |

## Тихвинская церковь
В конце 1850-х годов было решено построить в деревне Волковой свою церковь. В 1861—1863 годах на средства прихожан и добровольных жертвователей был построен кирпичный двухпрестольный храм. В конце мая 1862 года состоялось освящение тёплого храма во имя Василия Великого.
В 1878 году состоялось освящение холодного главного храма во имя иконы Божьей Матери Тихвинской. В 1896 году каменная колокольня была разобрана из-за трещин в ней. Позже была построена новая колокольня.
В 1922 году из церкви изъято 3 килограмма серебра, а в 1929 году Тихвинская церковь закрылась.
В настоящее время церковь — действующая, находится на стадии восстановления.

## Образование и наука
В селе работает Муниципальное казённое общеобразовательное учреждение Волковская средняя общеобразовательная школа и Библиотека села Волковского (филиал № 8 Центральной районной библиотеки)

## Фотографии

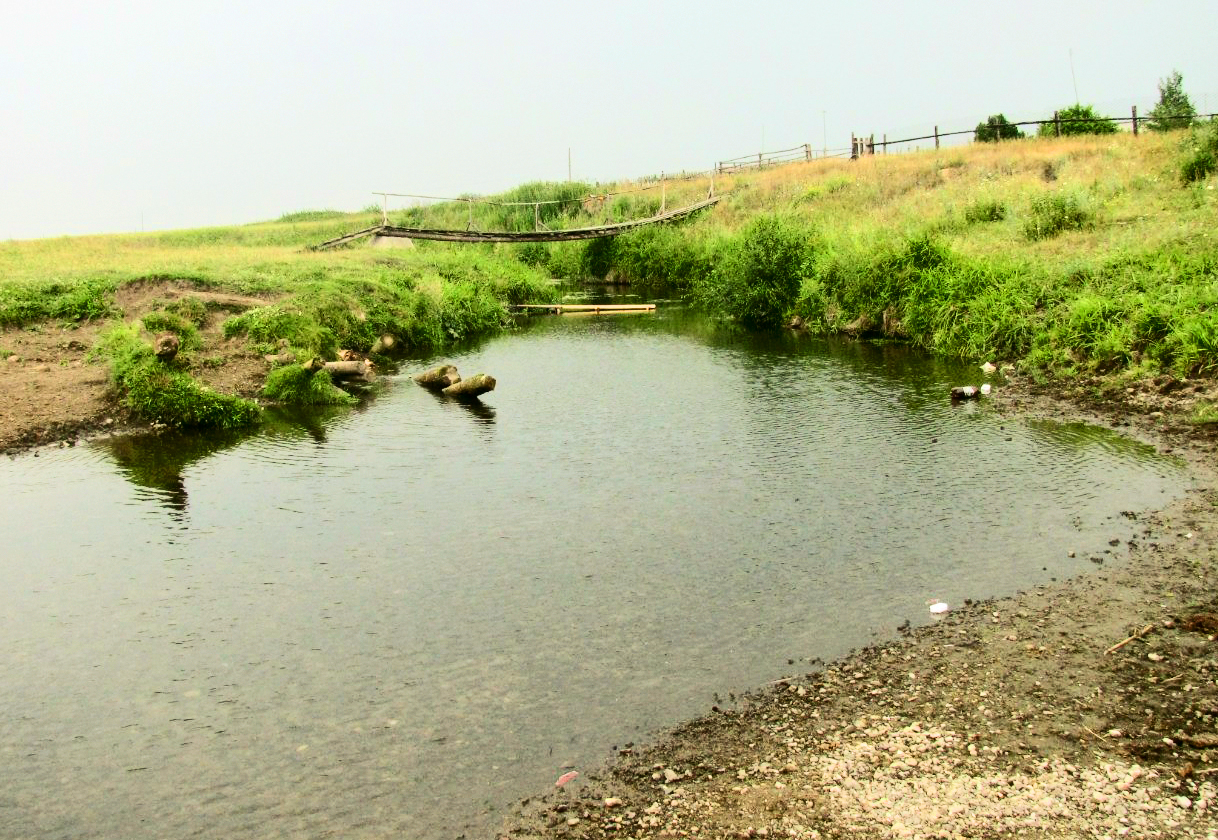
Река Большая Калиновка
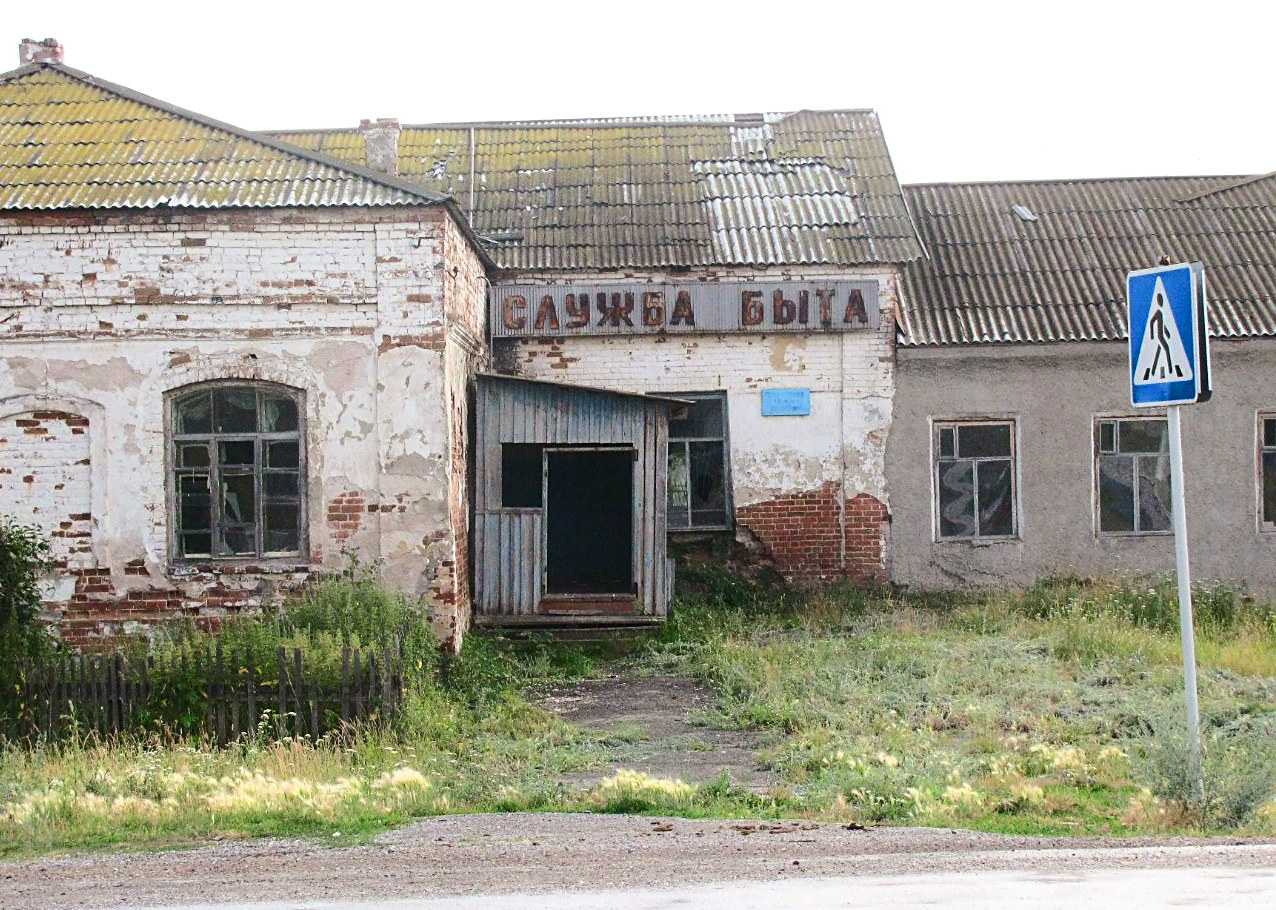
Служба быта
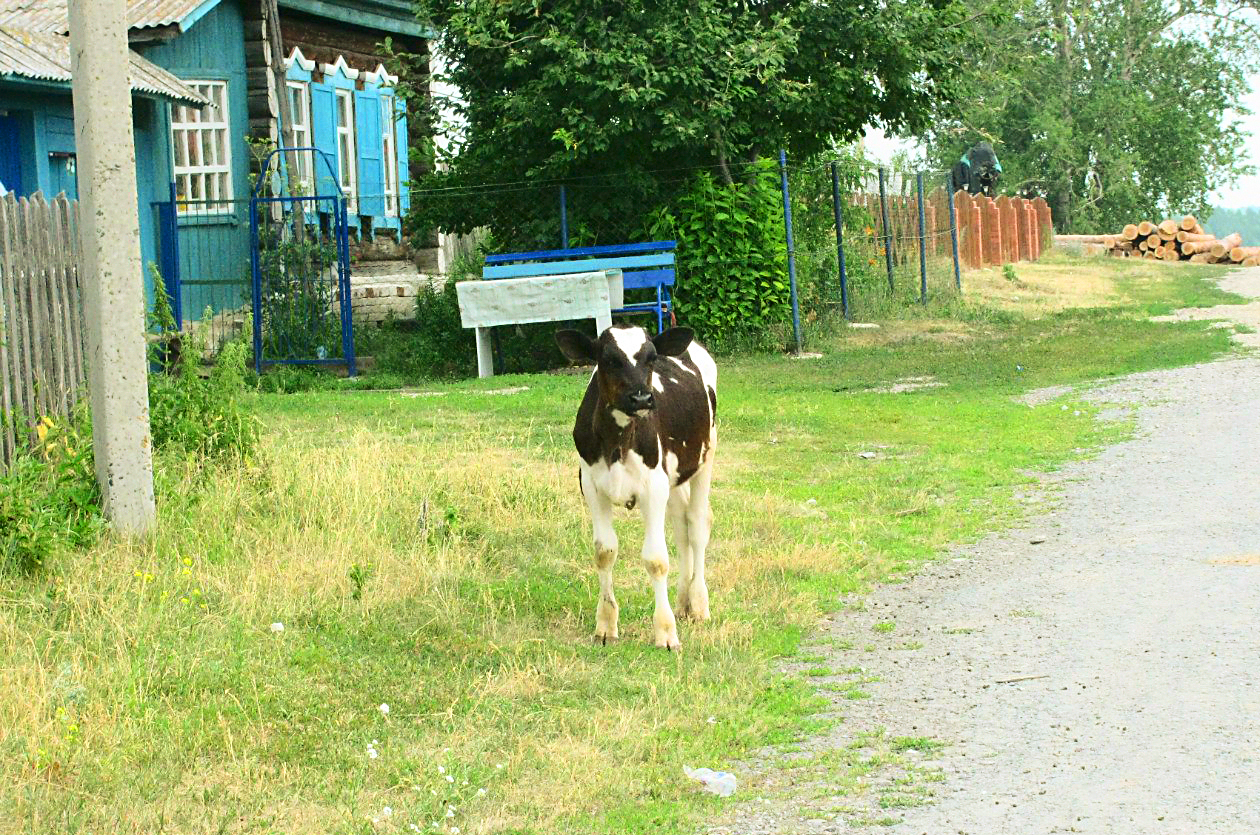
Село Волковское

Улицы села
| 1. Заречная улица 2. Переулок Коммунаров 3. Улица Коммунаров 4. Набережная улица 5. Улица Специалистов | 1. Улица Степана Щипачёва 2. Степной переулок 3. Степная улица 4. Турбаза 5. Улица Куйбышева | 1. Рабочая улица 2. Станционный переулок 3. Студенческая улица |